# Penn Lake Park
Penn Lake Park es un borough ubicado en el condado de Luzerne en el estado estadounidense de Pensilvania. En el año 2000 tenía una población de 269 habitantes y una densidad poblacional de 53 personas por km².

## Geografía
Penn Lake Park se encuentra ubicado en las coordenadas 41°06′54″N 75°46′12″O / 41.11500, -75.77000.

## Demografía
Según la Oficina del Censo en 2000 los ingresos medios por hogar en la localidad eran de $45,139 y los ingresos medios por familia eran $50,000. Los hombres tenían unos ingresos medios de $29,018 frente a los $26,000 para las mujeres. La renta per cápita para la localidad era de $20,437. Alrededor del 4.4% de la población estaba por debajo del umbral de pobreza.